# Odontestra variegata
Odontestra variegata là một loài bướm đêm trong họ Noctuidae.